# RAFメンウィズヒル
RAFメンウィズヒルまたは英空軍メンウィズヒル局は、イングランド、ノース・ヨークシャー州の街ハロゲイトの近くに置かれたイギリスとアメリカ合衆国が共同で運用するシギントサイトであり、名目的にはイギリス空軍サイトである
。
このサイトは広範囲の衛星地球局を保有する、世界最大の電子監視局であると言われており
、
エシュロンシステムの構成要素ではないかとも言われている。
また、アメリカ国家安全保障局 (National Security Agency：NSA)の委任を受けてアメリカ国家偵察局 (National Reconnaissance Office：NRO)が運用している多数の偵察衛星の運用局(地球局)としても機能しており、これにより取得された情報の分析も行っている
。
この他に、弾道ミサイル早期警戒サイトとしての機能も持っていると言われている。
このサイトはイギリス国防省 (MoD)が保有する軍事サイトであるが、1951年北大西洋条約機構(NATO) 地位協定(Status of Forces Agreement：SOFA)およびその他の米国と英国間の非開示協定に基づいて、アメリカ国防総省 (DoD)も利用可能になっている。英国政府(HMG)は、このサイトを保有し、その利用法およびその施設についての管理権限を留保しているという名目上の権限を認められているが、サイトの実際の管理は米国政府当局が責任を負っている。要員は、約400名が英国政府通信本部 (Government Communications Headquarters：GCHQ)から派遣されており、この他にアメリカ空軍 (USAF) とNSAから要員が派遣されている
。
2014年に、技術の進歩に起因する業務の合理化の一環として、米国からの要員は縮小された
。
非常に特徴的な白いレドームに格納されたアンテナ群は、周辺地域では「ゴルフボール」と呼ばれている。

## 沿革

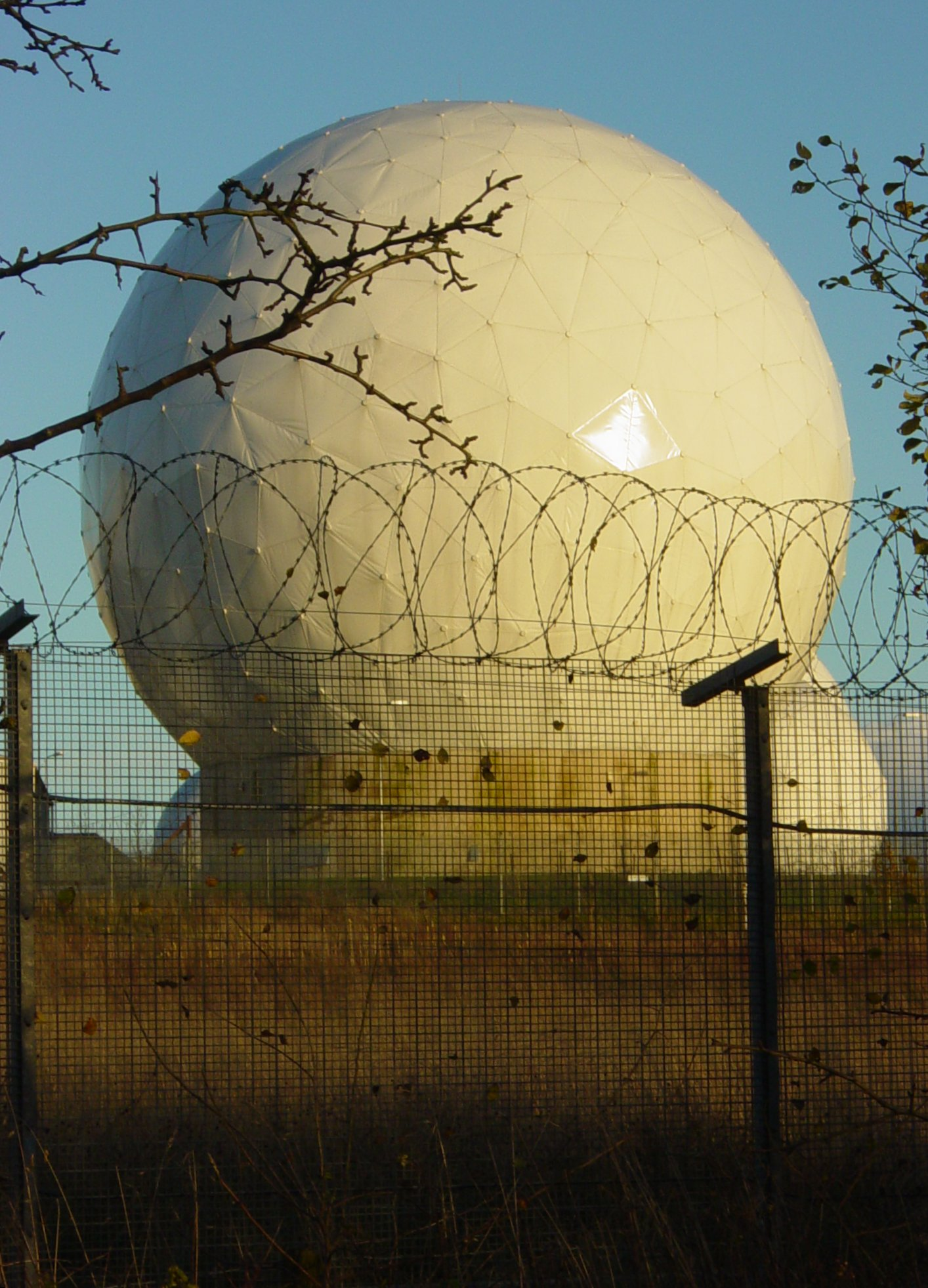
メンウィズヒルの レドームの一つ。

メンウィズヒル局は、1954年に、英国戦争省が取得し、米国に貸与された2.2平方キロメートルの用地(元は採石場)に開設された。米陸軍保安局(United States Army Security Agency)が短波(HF)無線の監視機能を確立し、1958年からソ連から漏れ出る無線通信の監視を開始した。
1966年からはNSAがこのサイトにおける米国側の運用責任を引き継ぎ、監視機能を英国を経由する国際有線専用通信ラインの監視にまで拡張した。
このサイトは最も早く高度なIBMの初期のコンピューターが配備された施設の一つであり、これを用いてNSAは傍受した暗号化されていないテレックスメッセージの監視リストによる重点的詳細監視の自動化を達成していた。
1997年の訴訟において、ブリティッシュ・テレコム社は、1975年にその前身である英国郵政庁(GPO)はメンウィズヒル間との2本のケーブルおよび、ハンターズ・ストーンズにあるマイクロ波局(これは長距離電話システムの一部である)に接続されている同軸ケーブル1本を設置していたことを明らかにした。この接続は1992年には新大容量光ファイバーケーブルに換装されている。
さらに後日、サイトとの間で電話、その他の通信情報を送受できる追加のケーブルが設置された。これらのケーブルは100,000件以上の電話通話を同時に伝送することができる。
2003年に発行されたNSAの内部ニュースレターの記事によれば、「メンウィズヒルは大規模サイト(数百名のNSA民間職員)」とされている
。
2012年3月に、英国・米国秘密情報諮問会議(BASIC)の調査員であるスティーブ・スコフィールド(Steve Schofield)博士は「メンウィズヒルの蓋を開ける」("Lifting the Lid on Menwith Hill") という題名の65ページのレポートを作成している
。
これはJoseph Rowntree Charitable Trustが費用を負担し、the Yorkshire Campaign for Nuclear Disarmament (CND)が依頼と出版を担当したものである。メンウィズヒルの主要任務は英国、米国その他の利害関係国に諜報の支援を提供することである。このサイトのプロジェクト・フェニックスと呼ばれる複合的任務の広がりの範囲は「最近10年に実施された内で最も大規模で最先端の技術的プログラムの一つである」。2012年には1800名の従事者が在籍したが、その内の400名は英国人で、1200名はNSAのアメリカ人の従事者であった
。
2012年4月のロシア・トゥデイのインタビューで、スコフィールドはメンウィズヒルはドローン・アタックに深く関わっていると主張した。彼は、「このサイトがドローン・アタックに深く関わっていることは、他の独立の調査で判明している。英国がこのサイトを使って供与している便宜は、何千人もの市民を殺害し傷害することであり、またその交戦方法は表に出ない性質のものであることから、英国議会を通じて情報提供または説明を与えることが極めて困難である。これは戦争行為ですらない。通常は戦争が発生すれば、議会は我々がそれに巻き込まれている事実を我々に通告しなければならない。しかし、我々は通告を受けていない。我々はこれらについて完全に暗闇の中に置かれている。」

2009年G20ロンドン・サミットの期間中、NSAのメンウィズヒルを拠点とする傍受専門家達は、ロシア大統領ドミートリー・メドヴェージェフの暗号化された電話通話を盗聴・解読しようと試みていた
。
2017年11月に、英国政府は、このサイトでは1205名の要員が従事しており、内訳は米軍からのスタッフが33名、米国の契約従事者が344名、米国民間人が250名、英軍軍人(海軍5名、空軍2名)、英国契約従事者が85名、および、英国政府通信本部 (GCHQ)に雇用された者を含む英国民間人が486名であると明らかにした
。

## エシュロン通信傍受システム
1988年に調査ジャーナリストのダンカン・キャンベルが、ニュー・ステーツマン誌に掲載されたSomebody's listeningという記事の中で、UKUSA協定の世界的信号諜報(シギント)分野での拡張の一つであるエシュロン通信傍受システムの存在を明らかにした。彼はまた盗聴オペレターの作業を詳述している
。
ダンカン・キャンベルは欧州議会科学技術選択評価委員会(STOA)から依頼されて、欧州連合(EU)にエシェロン通信傍受システム臨時委員会の設置を促すための「市民の自由と権利、正義、および欧州連合内務とデータ防護にに関する委員会公聴会」("hearing of the Committee on Citizens Freedoms and Rights, Justice and Home Affairs on the subject the European Union and data protection")において、エシュロン・システムに関するレポートのプレゼンテーションを行っている
。
2000年7月5日に、欧州連合は欧州議会・エシェロン通信傍受システム臨時委員会を設置し、次のようなステートメントを発表している。
「個人および商業情報通信の世界的規模の傍受システムが、UKUSA協定(英国・米国協定)の元で、米国、英国、カナダ、オーストラリアおよびニュージーランドが参加して、それぞれの能力に応じて協力する方法で運用されてきた。・・・そのシステムの名は、おそらく『エシュロン』(ECHELON)である。」
「この委員会は、個人および商業情報通信の傍受とプライバシーに関する基本的権利(欧州人権条約(ECHR)第8条)とは両立できないという懸念のもとに設立された。また、商業情報通信の傍受は、不正・腐敗との闘争という目的ではなく、産業スパイ行為の目的で利用される恐れがあると懸念している。」
1970年代初期に、後に8基以上に増強されることになる衛星通信傍受用受信アンテナの最初の1基がメンウイズヒルに設置された。
1999年に、ダンカン・キャンベルは、コミント(通信諜報)に関するInterception Capabilities 2000 というタイトルのレポートを欧州議会のために執筆している
。
1996年に、作家で調査ジャーナリストの Nicky Hager が Secret Power: New Zealand's Role in the International Spy Networkという題名の著書の中で、英国、米国、カナダ、オーストラリアおよびニュージーランドの諜報同盟が使用している世界的規模の電子的監視システムであるECHELONの詳細な説明を与えている。
1999年11月3日に、BBCは、エシュロンと言うコードネームの「世界的スパイネットワーク」の存在をオーストラリア政府が認めたと報道した。このシステムは、この惑星上のいかなる地点で交わされる電話通話、ファックスあるいは電子メールでも盗聴でき、英国と米国が主導者である。オーストラリア政府は、メンウイズヒルは米国メリーランド州Fort Meade米陸軍基地内にあるNSA本部と直接接続していることも確認していると述べている
。

## スパイ衛星の運用とターゲッティッド・キリングへの関与

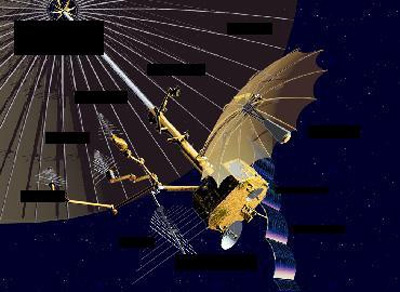
エドワード・スノーデンのリーク資料(NSA SIDToday January 2009)中にあるメンター4 (USA-202)のイメージイラスト。説明文中のMHSがメンウィズヒル局という意味の略号。

2016年9月6日にザ・インターセプトに掲載された、エドワード・スノーデンがリークした一連の秘密資料によって、メンウィズヒルのスパイ衛星の運用の実態と、対テロ戦争における中東(特にイエメン)でのドローンを用いたターゲッティッド・キリングへの関与の一端が暴露されることになった

。
これらの資料のうち、特に、"NSA SIDToday: (S//SI//REL TO USA, FVYE) Two New Collection Assets to Greatly Expand MHS Target Coverage - January 2009" という題名の資料は、NSAの職員向けの内部ジャーナルであるが、新しくORION衛星とNEMESIS衛星の各々1基が、メンウィズヒルの制御下に置かれることを紹介する内容である

。
この資料とアマチュア観測者達の観測データを照合することにより、記事中の「ORION衛星」とは静止軌道上で諜報活動を行っている米国のシギント(信号諜報)偵察衛星(スパイ衛星)のUSA-202(通称：メンター4)のことであり、「NEMESIS衛星」は同じくUSA-207(ネメシス1、通称：PAN)のことであることが判明している。
これらの資料によれば、メンター4は、2009年1月18日の打上げ直後は、静止軌道上、東経100°付近に位置しており、オーストラリアに設置された、米豪共同運用のスパイ衛星コントロール用の地球局施設であるパインギャップ局(Pine Gap)がコントロールを受け持っていたが、1日に約0.8°の速度でゆっくりと西進し、約60日後に今度はメンウィズヒルがコントロールを引き継いでいる。
メンター4はゆっくり西進しながら、約30から45日間にわたって、中華人民共和国内のマイクロ波通信の見通し線の延長線の位置を探っていた。さらに西進して東経44°に到し、今度はアラブ首長国連邦(UAE)の通信衛星であるThuraya 2に忍び寄って、VSATシステムであるスラーヤ (Thuraya) 衛星電話システムの盗聴を行っている。この時は、イラク、シリア、レバノン、イラン、パキスタン、アフガニスタンなど、中東地域にある約5000局のVSAT子局を傍受の対象にし、その位置を特定することに成功している。メンター4は東経44°に到着後はそこを定位置にしている。メンター4の到着後、今度は本来その位置に配備されていたメンター2が、1日に0.1°程度のゆっくりした速度で西進を開始し、最終的には西経14.5°に到達してそこを定位置にし、中東、北アフリカ、ラテンアメリカの通信傍受を行っている

。
このようなアクティブな移動と、他国の通信衛星に忍び寄っての盗聴行為は、ネメシス衛星の本来業務であり、メンター4の行動は他のメンター衛星と比べれば特異である。ネメシス1衛星の配備後は Thuraya 2 衛星の盗聴は、ネメシス1に引き継がれている。
メンウィズヒルは、ターゲッティッド・キリングにおいては、メンター4衛星とネメシス1衛星を含むスパイ衛星の運用を担当し、収集された通信情報などを用いた分析によって、ターゲットにされたテロ組織の幹部等の現在位置を特定するゴーストハンター作戦(Operation GHOSTHUNTER)において、中心的な役割を果たしていたことも明らかになっている。

### 一般的情報源
- Bird, Kenneth L., "Menwith Hill Station: A Case Study in Signal Intelligence Gathering During the Cold War", Monitoring Times, February 1997